# Luis Antoine de Pardaillan de Gondrin
Luis Antonio de Pardaillan, duque de Antin (París, 5 de septiembre de 1665-París, 2 de noviembre de 1736), marqués de Antin, de Gondrin y de Montespan (1701), posteriormente primer duque de Antin (1711).
Hijo legítimo de Luis Enrique de Pardaillan, marqués de Montespan, y de Madame de Montespan, fue educado por su padre en el castillo de Bonnefort, en Gascuña, En 1683, en la Corte, empezó una carrera militar con un cargo de teniente que obtuvo gracias a su padre.

## Matrimonio e hijos
Se casó el 21 de agosto de 1686, con Julie Françoise de Crussol, hija del duque de Uzés y nieta del duque de Montausier. Tuvieron dos hijos:
1. Louis de Pardaillan (1689-1712), marqués de Gondrin que se casó en primeras nupcias con María Victoria de Noailles, futura condesa de Tolosa
2. Pedro de Pardaillan (1692-1733), obispo-duque de Langres y miembro de la Academia Francesa.

Gracias a su matrimonio Pardaillan pudo entrar en el círculo de amistades del Gran Delfín y unirse a sus medio hermanos el duque de Maine y el conde de Tolosa, bastardos legitimados de la marquesa de Montespan y de Luis XIV; pero a pesar de sus muchas tentativas no consiguió el favor del Rey. Tras un error cometido en las maniobras de la batalla de Ramillies (1706), fue excluido de los mandos de la armada (1707).

## De marquesado de Antin a ducado
La muerte de Madame de Montespan, ocurrida en ese mismo año, consiguió que Pardaillan obtuviera el favor del Rey. Su perseverancia fue recompensada, por fin, con el cargo de gobernador de Orleans en 1707 y, en 1708 con la dirección de los Edificios del Rey. En 1711, Luis XIV elevó el marquesado de Antin a ducado con dignidad de par, y en 1724 fue nombrado caballero de la Orden del Espíritu Santo.
Se reveló como un excelente organizador, con unas aptitudes naturales para el mando que le permitían allanar las dificultades con suma facilidad. Gracias al sistema de Law consiguió hacerse con una gran fortuna.
Como director de los Bâtiments du roi (Edificios del Rey), el duque de Antin supervisó las obras del Palacio de Versalles. Conocedor de los proyectos de Luis XIV, procuró que Luis XV los llevara a cabo, y se construyó el «Salón de Hércules» como su padre deseaba. Antin hizo abrir nuevas canteras de mármol, como la de Beyrède, que producían un mármol llamado «brecha de Antin» que fue el preferido de Luis XIV y que fue utilizado para muchas de las chimeneas de Versalles, entre ellas la monumental chimenea del «Salón de Hércules».
Bajo la Regencia, Antin, tuvo acceso a responsabilidades políticas. Con la Polisinodia fue presidente del Consejo de interior. Después de la suspensión de los consejos, él permaneció como Consejero de la Regencia, un cargo solamente honorífico que abandonó, el 22 de febrero de 1722, a la vez que los otros duques y mariscales. A partir de ese momento se fue retirando poco a poco renunciando, en 1722, a su título de duque, que cedió a su nieto. Murió en 1736.
En 1692, el duque de Antin compró el palacio de Bellegarde, en Bellegarde (Loiret), que hizo reformar a principios del siglo XVIII. Heredó, por parte de su madre, el palacio de Petit-Bourg, en Évry-sur-Seine. En 1715 hizo reformar los jardines, después, en 1720, encargó un nuevo palacio a Pierre Cailleteau, conocido como Lassurance. Su construcción la terminó Jacques V Gabriel, después de la muerte del duque.

## Publicaciones
- Memorias, publicadas por Just de Noailles, duque de Mouchy. París, Sociêté des bibliophiles français, 1821
- Discours de ma vie et de mes pensées, 1822
- Le duc d’Antin et Louis XIV: rapport sur l’administration des bâtiments, annotés par le Roi, publicados con un prefacio de Jules Guiffrey, París, Academia de los bibliófilos, 1869.

- Datos: Q8056
- Multimedia: Louis Antoine de Pardaillan, Duke of Antin / Q8056